# سامانه سازماندهی دانش ساده
سامانه سازماندهی دانش ساده (به انگلیسی: Simple Knowledge Organization System) با کوته‌نوشت اس‌کی‌اواس (به انگلیسی: SKOS) یک پیشنهاد ائتلاف وب جهان‌گستر است که برای نمایش اصطلاح‌نامه، طرح رده‌بندی، آرایه‌بندی، سامانه‌های عنوان-سرآیند، یا هر نوع دیگر از دایره واژه نظارت‌شده ساخت‌یافته طراحی شده‌است. سامانه SKOS عضوی از خانواده استانداردهای وب معنایی است، و بر اساس RDF و RDFS ساخته شده‌است. هدف اصلی SKOS ساده‌سازی نگارش و استفاده از این دایره‌واژه‌ها به عنوان داده پیوندشده است.

## بررسی اجمالی
علاوه بر یادکرد اصلی، SKOS اولیه (یک یادداشت گروه کاری W3C) سامانه سازماندهی دانش ساده را خلاصه می‌کند.
SKOS تعدادی کلاس و ویژگی را تعریف کرده‌است، که برای نمایش ویژگی‌های معمولی یافت شده در یک اصطلاح‌نامه استاندارد کافی‌اند. SKOS مبتنی بر دید مفهوم-محور از دایره‌واژه می‌باشد، یعنی اشیای اصلی، اصطلاح نیستند، بلکه مفاهیم انتزاعی نمایش داده شده توسط اصطلاح‌ها می‌باشند. هر مفهوم SKOS به صورت یک منبع RDF تعریف شده‌است. یعنی به هر مفهوم، ویژگی‌های RDF متصل می‌شود، که شامل:
- یک یا بیشتر اصطلاح نمایه‌ای (حداکثر یک عدد در هر زبان طبیعی)
- اصطلاحات جایگزین یا هم‌معنی
- تعاریف و یادداشت‌ها، با خصوصیات زبانی‌شان

مفاهیم را می‌توان در سلسله‌مراتب (به کمک رابطه‌های گسترده-محدود تر)، یا با رابطه‌های غیر سلسله مراتبی (وابسته ساز) سازماندهی کرد. مفاهیم را می‌توان در «طرح مفهوم (به انگلیسی: concept scheme)» جمع‌آوری کرد. این کار یک مجموعه سازگار و ساخت‌یافته از مفاهیم را فراهم می‌آورد که کل یا بخشی از یک دایره‌واژه نظارت‌شده را نمایش می‌دهند.

### رده‌های عنصر
رده‌های عنصر اصلی در SKOS شامل: مفاهیم، برچسب، نماد، مستندات، رابطه معنایی، نگاشت ویژگی، و گردآوردها می‌باشد. عناصر همبسته در جدول زیر فهرست‌بندی شده‌اند.
| Concepts      | Labels & Notation | Documentation | Semantic Relations | Mapping Properties | Collections       |
| ------------- | ----------------- | ------------- | ------------------ | ------------------ | ----------------- |
| Concept       | prefLabel         | note          | broader            | broadMatch         | Collection        |
| ConceptScheme | altLabel          | changeNote    | narrower           | narrowMatch        | orderedCollection |
| inScheme      | hiddenLabel       | definition    | related            | relatedMatch       | member            |
| hasTopConcept | notation          | editorialNote | broaderTransitive  | closeMatch         | memberList        |
| topConceptOf  |                   | example       | narrowerTransitive | exactMatch         |                   |
|               |                   | historyNote   | semanticRelation   | mappingRelation    |                   |
|               |                   | scopeNote     |                    |                    |                   |

### مفاهیم (Concepts)
دایره واژه SKOS بر اساس مفاهیم می‌باشد. مفاهیم همان واحدهای تفکر هستند-ایده، معنا، یا اشیا و وقایع (نمونه‌ها و رده‌ها)- که زیربنای بسیاری از سامانه‌های سازماندهی دانش هستند. از این نظر، مفاهیم به صورت موجودیت‌های انتزاعی در ذهن وجود دارند، و مستقل از اصطلاح‌هایی هستند که برای برچسب‌گذاری آن‌ها استفاده می‌شود. در SKOS، از یک مفهوم (بر اساس کلاس OWL) برای نمایش قطعات موجود در یک سامانه سازماندهی به دانش (اصطلاح، عقیده، معنا و غیره) یا ساختار سازمانی و مفهومی این سامانه‌ها استفاده می‌شود.
یک ConceptScheme یا طرح‌مفهوم مشابه دایره‌واژه، اصلاح‌نامه یا دیگر راه‌های سازماندهی مفاهیم است. در SKOS لازم نیست که یک مفهوم حتماً داخل یک طرح یاشد، همچنین راهی برای اعلام اینکه یک طرح کامل است، در آن وجود ندارد، همچنین راهی وجود ندارد که بگوییم طرح فقط شامل اعضای بخصوص است. یک topConcept یکی از «مفاهیم بالایی» در طرح سلسله‌مراتبی است.

### برچسب‌ها (Labels) و نمادها (Notations)
هر label یک رشته از نویسه‌های یونی‌کد است، و می‌تواند شامل تگ‌های زبانی همبسته با مفهوم باشد. prefLabel یک رشته انسان-خواندنی دارای ارجحیت است (حداکثر یکی برای هر تگ زبانی)، در حالیکه altLabel را می‌توان برای رشته‌های جایگزین استفاده کرد، و از hiddenLabel می‌توان برای رشته‌هایی استفاده کرد که همبسته‌اند ولی برای خواندن انسان‌ها نیستند.
یک notation مشابه یک برچسب است، اما این راستین‌نماد دارای نوع داده‌است، مثل عدد صحیح، عدد اعشاری، یا تاریخ؛ حتی می‌توان نماد جدیدی را ایجاد کرد. نمادها در رده‌بندی کدها، و دیگر رشته‌هایی که «واژه» شناخته نمی‌شوند، مفید هستند.

### مستندات (Documentation)
ویژگی مستندات یا یادداشت‌ها، اطلاعات اساسی دربارهٔ مفاهیم SKOS فراهم می‌آورند. همه مفاهیم نوعی از skos:note درنظر گرفته می‌شوند، آن‌ها انواع خاص‌تری از اطلاعات را فراهم می‌آورند. ویژگی definition، برای مثال، باید شامل توصیف کاملی از منبع موضوع باشد. انواع یادداشت جدیدی را می‌توان در یک گسترش از SKOS، در موقع لازم، تعریف کرد. یک پرسمان برای <A> skos:note ? همه یادداشت‌ها را دربارهٔ <A> به دست می‌دهد، که شامل تعاریف، مثال‌ها، محدوده، تاریخچه و تغییرات، و مستندات ویرایشی است.
هرکدام از این ویژگی‌های مستندات SKOS را می‌توان به چندین نوع شیء ارجاع داد: یک راستین‌نماد (مثلاً یک رشته)؛ یک گره منبع که ویژگی‌های خودش را دارد؛ یا یک ارجاع به سند دیگر، مثلاً به کمک یک URI. این به مستندات امکان داشتن فراداده خاص خودش (مثلاً سازنده و زمان ساخت) را فراهم می‌کند.
راهنمای خاص ویژگی‌های مستندات SKOS را می‌توان در یادداشت‌های مستندات اصلی SKOS یافت.

### روابط معنایی (Semantic relations)
روابط معنایی برای ایجاد راهی برای اعلان رابطه بین مفاهیم موجود در یک طرح‌مفهوم در نظر گرفته شده‌اند. در حالیکه محدودیتی وجود ندارد که مانع استفاده از دو مفهوم از طرح‌های مجزا باشد، این موضوع تشویق نمی‌شود، زیرا ممکن است در مورد آنچه می‌تواند دربارهٔ دو طرح فهمیده شود، تعبیر اشتباه شود، و ممکن است آن‌ها را به صورت اشتباه به هم متصل کنیم.
ویژگی related به صورت ساده، یک رابطه همبستگی بین دو مفهوم ایجاد می‌کند؛ در این ویژگی هیچ رابطه سلسله‌مراتب یا تعمیم قابل درک نیست. از ویژگی‌های broader و narrower برای اعلان یک پیوند سلسله‌مراتبی مستقیم بین دو مفهوم استفاده می‌شود. معنای این کار می‌تواند غیرقابل‌پیشبینی باشد، رابطه <A> broader <B>  یعنی A یک مفهوم فراگیرتر با نام B دارد-از این رو B گسترده‌تر از A است. محدود (Narrower) از الگوی مشابهی پیروی می‌کند.
درحالیکه یک خواننده غیرجدی ممکن است گسترده و محدودتر را روابطی ترایا بداند، SKOS آن‌ها را به این شیوه تعریف نکرده‌است. بلکه ویژگی‌های broaderTransitive و narrowerTransitive به صورت فراویژگی‌های ترایای گسترده و محدود تعریف شده‌اند. به صورت مرسوم، از این فراویژگی‌ها در بیانیه‌های اعلانی SKOS استفاده نمی‌شود. در عوض، موقعی که یک رابطه گسترده یا محدود در یک سه‌تایی استفاده گردد، فراویژگی ترایای متناظر برقرار است؛ ویژگی‌های ترایا را به کمک این فراویژگی‌ها می‌توان استنتاج (و پرسمان) کرد.

### نگاشت (Mapping)
نگاشت‌های SKOS برای بیان انطباق (دقیق یا فازی) مفاهیم، از یک طرح مفهوم به دیگری، در نظر گرفته شده‌اند، و به صورت مرسوم فقط برای اتصال مفاهیم از طرح‌های مجزا استفاده می‌شوند. مفاهیم relatedMatch ،broadMatch، و narrowMatch یک تسهیلات با ویژگی‌های معنایی مشابه باrelated، broader، و narrower هستند.
ویژگی relatedMatch یک نگاشت ساده بین دو مفهوم می‌سازد. موقعی که مفاهیم آنقدر به هم نزدیک هستند که معمولاً به صورت جایگزین استفاده می‌شوند، آنوقت exactMatch یک ویژگی مناسب است. (رابطه exactMatch برخلاف دیگر روابط نگاشتی ترایا است). ویژگی closeMatch نشان‌دهنده مفاهیمی است که فقط گاهی اوقات می‌توان آنها را به صورت جایگزین استفاده کرد، و بنابراین روابطی ترایا نیستند.

### گردآورد مفاهیم (Concept collections)
گردآورد مفاهیم (Collection ،orderedCollection)، گروه برچسب‌دار یا مرتب از مفاهیم SKOS هستند. گردآوردها می‌توانند تودرتو باشند، همچنین می‌توانند شامل URI باشند یا شامل URI نباشند (گره blank یا خالی). نه Concept و نه ConceptScheme هیچ‌کدام نمی‌توانند گردآورد باشند، و برعکس هم برقرار نیست؛ روابط معنایی SKOS را تنها با یک مفهوم (و نه یک گردآورد) قابل استفاده‌اند. موارد موجود در یک گردآورد قابل اتصال به دیگر مفاهیم SKOS از طریق گره گردآورد نیستند؛ برای هر مفهوم موجود در یک گردآورد باید روابط مجزا تعریف گردد.

## انجمن و مشارکت
همه کارها از طریق لیست ایمیل انجام می‌شود، این نوع ایمیل یک لیست ایمیل آزاد و به صورت علنی و آشکار بایگانی‌شده است که به بحث دربارهٔ موضوعات مرتبط با سامانه‌های سازماندهی دانش، بازیابی اطلاعات، و وب معنایی اختصاص داده شده‌است. هر فردی می‌تواند به صورت غیررسمی در توسعه SKOS مشارکت کند، این کار از طریق پیوستن به بحث در public-esw-thes@w3.org انجام پذیر است، مشارکت‌های غیررسمی به گرمی استقبال می‌شوند. هر کسی که برای سامان عضو W3C کار کرده‌است، می‌تواند به صورت رسمی در فرایند توسعه مشارکت کند، او باید به گروه کاری استقرار وب معنایی متصل گردد - این موضوع به افراد حق می‌دهد تا مشخصات را ویرایش کنند، و به تصمیم‌های انتشار، رای بدهند.

## کاربردها
- بعضی از دایره‌واژه‌های مهم به قالب SKOS منتقل شده‌اند، و در دامنه مردمی دردسترس هستند، که شامل EuroVoc ,AGROVOC و GEMET هستند. سرعنوان موضوعی کتابخانه کنگره (LCSH) نیز از قالب SKOS پشتیبانی می‌کند.[۳]
- از SKOS به عنوان یک زبان برای اصطلاح‌نامه که در دایرکتوری محیطی SWED[۴] استفاده شده‌است، پذیرفته شده که در چارچوب پروژه SWAD-Europe توسعه یافته‌است.
- روشی تبدیل اصطلاح‌نامه به SKOS,[۵] که مثال‌های آن شامل اصطلاح‌نامه MeSH است، سرفصل مطالبش توسط دانشگاه وریج آمستردام ذکر گردیده‌است.
- روش طبقه‌بندی عنوان، به کمک DITA و SKOS، توسط IBM توسعه یافته‌است.[۶]
- از SKOS برای نمایش انواع ویژگی جغرافیایی در هستی‌شناسی جئونیمز استفاده می‌شود.

## ابزارها
- Unilexicon:[۷] یک ویرایشگر مبتنی بر وب و مدیر آرایه‌بندی برای نگارش دایره‌واژه‌های نظارت شده با الحاق برچسب‌ها، و واسط کاربری JSON است. تصورکردن اساسی آن به صورت یک درخت هایپربولیک است.
- ThesauRex: یک ویرایشگر SKOS متن-باز، و مبتنی بر وب است. این ابزار به روابط گسترده‌تر/باریک‌تر بین مفاهیم محدود است، و تعامل مبتنی بر درخت با اصطلاح‌نامه‌ها و تولید کشیدن/رهاسازی برای اصطلاح‌نامه‌های جدید را براساس یک اصطلاح‌نامه بالادستی ارائه می‌دهد.[۸]
- Mondeca's Intelligent Topic Manager یا (ITM): یک راه‌حل سازگار با SKOS با خصیصه‌های کامل برای مدیریت آرایه‌بندی، اصطلاح‌نامه و دیگر دایره‌واژه‌های نظارت شده‌است.
- Opentheso یک سامانه مدیریت اصطلاح‌نامه مبتنی بر وب متن-باز است که با استانداردهای ISO 25964:2011 و ISO 25964-2:2012 منطبق است. (اطلاعات و مستندسازی. اصطلاح‌نامه‌ها و تعامل با دیگر دایره‌واژه‌ها). این ابزار، ورود و صدور داده به صورت SKOS و csv، همچنین سرویس‌های وب SOAP و REST را ارائه می‌دهد، و شناسه‌های ماندگاری (ARK) را مدیریت می‌کند. این ابزار از سال ۲۰۰۷ در مرکز ملی برای تحقیقات علمی فرانسه توسعه یافته‌است. این ابزار امروزه توسط شبکه کتابخانه باستان‌شناسی فرانسه (Frantiq) استفاده می‌شود. همچنین توسط تیم‌های تحقیقاتی و توسط Hospices Civils de Lyon به عنوان یک ابزار مدیریت اصطلاح‌نامه مبتنی‌برهمکاری استفاده می‌شود. این ابزار در github قابل دانلود است.[۹]
- OpenSKOS: یک دیدگاه مبتنی بر وب سرویس برای انتشار، مدیریت، و استفاده از داده دایره‌واژه است که می‌تواند به SKOS نگاشت یابد. کد منبع این ابزار در GitHub قابل دسترسی است. این ابزار شامل عملیات RESTful (مشابه CRUD ) روی مفاهیم SKOS است، و شامل یک ویرایشگر مبتنی بر وب برای جستجو و ویرایش مفاهیم است. این ابزار توسط شرکت Picturae توسعه یافته‌است، و برای منابع مالی ارثیه هلندی CATCHPlus دارد.
- سرور دایره‌واژه TemaTres:[۱۰] یک سرور دایره‌واژه مبتنی بر وب متن-باز برای مدیریت دایره‌واژه‌های نظارت شده، آرایه‌بندی‌ها، و اصطلاح‌نامه‌ها و دیگر نمایش‌های صوری دانش است. TemaTres امکان صدور کامل دایره‌واژه‌ها را به هسته SKOS بعلاوه Zthes ,TopicMaps ,MADS ,Dublin Core ,VDEX ,BS 8723 ،SiteMap ,SQL و text فراهم می‌بیند.
- ThManager:[۱۱] یک برنامه‌کاربردی متن-باز جاوا برای ساخت و تصور دایره‌واژه‌های SKOS است.
- یک سرویس درستی‌سنجی برخط آزمایشی SKOS توسط W3C تدارک دیده شده‌است.[۱۲]
- Vocbench:[۱۳] یک ویرایشگر متن-باز و مبتنی بر وب RDF/OWL/SKOS/SKOS-XL است که توسط همکاری بین سازمان خواربار و کشاورزی (فائو) در سازمان ملل، دانشگاه تورورگاتا رم و مرکز تحقیقات مالزی MIMOS توسعه یافته‌است. این ابزار از اصطلاح‌نامه کشاورزی چندزبانه فائو با نام AGROVOC پشتیبانی می‌کند. همچنین دیگر منابع فائو و منابع انجمن اروپایی پشتیبانی می‌شود.
- فایل‌های SKOS را می‌توان در وبرایشگرهای RDF-OWL مثل Protégé ،SKOS Shuttle و TopBraid Composer وارد و ویرایش کرد.
- هم‌معناهای SKOS را می‌توان از قالب RDF در وردنت به کمک یک شیوه‌نامه XSLT تبدیل کرد.
- PoolParty:[۱۴] یک سامانه مدیریت اصطلاح‌نامه با کیفیت تجاری است، و همچنین یک ویرایشگر SKOS برای وب معنایی است، که شامل عملکردهای تحلیل متن، و توانمندی‌های داده پیوندشده است.
- qSKOS:[۱۵] یک ابزار متن-باز برای انجام ارزیابی کیفیت دایره‌واژه‌های SKOS است، این کار با بررسی در برابر یک کاتالوگ مسئله کیفیت انجام می‌شود.
- SKOSEd:[۱۶] یک پلاگین متن-باز برای ویرایشگر هستی‌شناسی Protégé 4[۱۷] OWL است که از نوشتن دایره‌واژه‌های SKOS پشتیبانی می‌کند. SKOSEd یک SKOS API[۱۸] الحاقی دارد که به زبان جاوا نوشته شده و از آن برای ساخت برنامه‌های کاربردی مبتنی بر SKOS استفاده می‌شود.
- Model Futures SKOS Exporter:[۱۹] ابزاری برای مایکروسافت اکسل است که امکان توسعه دایره‌واژه‌های ساده را به صورت صفحه گسترده‌های اکسل می‌دهد و سپس می‌توان به صورت SKOS RDF آنها را صادر کرد. این ابزار الان در ویرایش بتا است.
- Lexaurus:[۲۰] یک سامانه مدیریت اصطلاح‌نامه شرکتی و یک ویرایشگر چند فرمتی است. API قابل گسترش آن شامل «مدیریت بازبینی» به صورت کامل است. این ابزار علاوه بر SKOS چندین قالب دیگر را هم پشتیبانی می‌کند.
- SKOS Shuttle:[۲۱] یک سرویس مدیریت اصطلاح‌نامه است که به کاربر امکان ورود، نگهداری، پردازش، و همزمان‌سازی اصطلاح‌نامه‌های SKOS را به کمک گسترش‌های خاص SKOS می‌دهد.
- TopBraid Enterprise Vocabulary Net یا (EVN)[۲۲] و TopBraid Enterprise Data Governance یا (EDG) راه‌حل‌های مبتنی بر وب هستند که از توسعه و مدیریت دایره‌واژه‌های نظارت شده به هم پیوسته (مثل آرایه‌بندی، اصطلاح‌نامه، واژه‌نامه تجاری، و هستی‌شناسی) پشتیبانی می‌کنند. این ابزار هم از SKOS و هم از SKOS-XL پشتیبانی می‌کند.
- Thesaurus Master: برای ساخت، توسعه، و نگهداری آرایه‌بندی‌ها و اصطلاح‌نامه‌ها استفاده می‌شود، و بخشی از خط نرم‌افزاری مدیریت دانش Access Innovations' Data Harmony است. این ابزار صدور محصولات منطبق با SKOS را پیشنهاد می‌دهد.
- Fluent Editor 2014: یک ویرایشگر هستی‌شناسی است که به کاربر امکان کار و ویرایش مسقیم حاشیه نویسی‌های OWL و SKOS را می‌دهد. حاشیه نویسی‌ها برای هستی‌شناسی‌های ارجاع شده پردازش می‌شوند، همچنین به OWL/RDF وارد/صادر می‌شوند، و می‌توانند در سرور پردازش گردند.
- Smartlogic Semaphore Ontology Editor: یک ویرایشگر هستی‌شناسی مبتنی بر SKOS و SKOS-XL است که امکان ایجاد مدل‌ها را به صورت دقیقاً مستقیم از استانداردهای SKOS می‌دهد.

## داده
منابع داده SKOS ای وجود دارند که در دسترس عموم مردم هستند.
- SKOS Datasets wiki:[۲۳] ائتلاف W3C استفاده از این لیست منابع داده SKOS که در دسترس عموم مردم هستند را پیشنهاد می‌کند. بیشتر داده‌های یافت شده در این ویکی را می‌توان برای کاربردهای تجاری و پژوهشی استفاده کرد.

## ارتباط با دیگر استانداردها

### مدل‌داده
فرامدل SKOS به صورت وسیع با مدل داده ISO 25964-1 (اصطلاح‌نامه برای اطلاعات و بازیابی) منطبق و سازگار است. این مدل داده از وبگاه ISO 25964 قابل مشاهده و دانلود است.

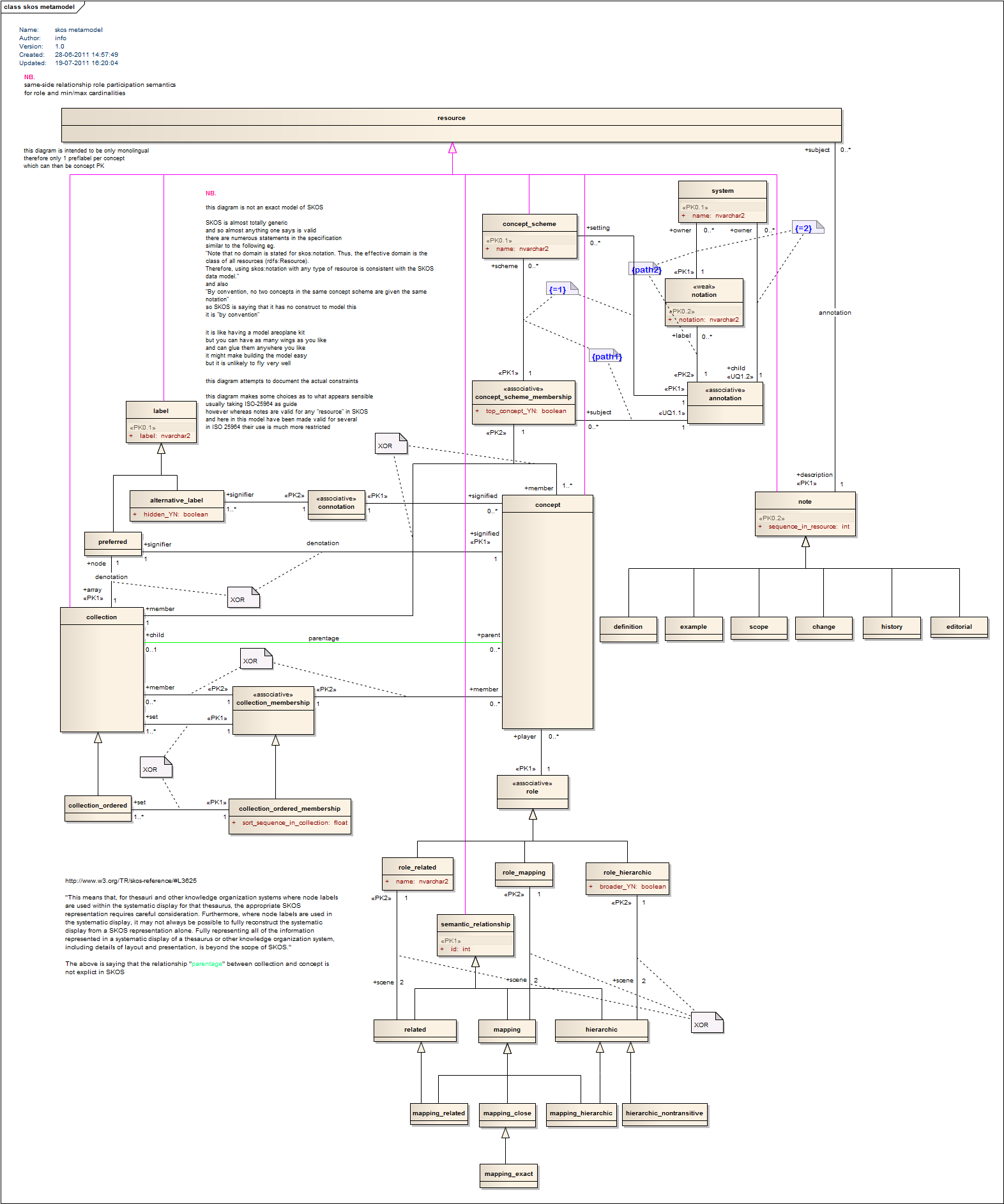
مدل معنایی عناصر اطلاعاتی SKOS

### استانداردهای اصطلاح‌نامه
در توسعه SKOS هم متخصصان RDF و هم انجمن کتابداری درگیر شده‌اند، و SKOS قصد دارد تا مهاجرت ساده اصطلاح‌نامه‌هایی که توسط استانداردهایی مثل NISO Z39.19 – 2005 یا ISO 25964 تعریف شده‌اند را امکان‌پذیر کند.

### دیگر استانداردهای وب معنایی
SKOS قصد دارد تا راهی برای ساخت میراث طرح‌های مفهومی فراهم کند که در دسترس کاربردهای وب معنایی هستند، که این موضوع ساده‌تر از زبان هستی‌شناسی پیچیده‌تر OWL است. در OWL هدف بیان ساختارهای مفهومی پییچیده است، که از آن می‌توان در ایجاد فراداده غنی، و ابزارهای استنتاج پشتیبان استفاده کرد. با این حال، ساخت هستی‌شناسی‌های وب مفید برای تخصص خاص، میزان تلاش و میزان هزینه مورد نیاز است. در خیلی از حالات، این نوع تلاش ممکن است در برابر نیازمندی‌ها زاید یا نامناسب باشد، و استفاده از SKOS می‌تواند یک گزینه بهتر باشد. گسترش‌پذیری RDF امکان همکاری و گسترش دایره‌واژه‌های SKOS را به دایره‌واژه‌های پیچیده‌تر (شامل هستی‌شناسی‌های OWL) مقدور می‌سازد.